# Complexul Mesia
Complexul Mesia (complexul lui Hristos, complexul lui Isus, complexul eroului-salvator Mesia, sindrom Mesia sau complexul salvatorului) este o stare de spirit (stare a minții) în care un individ are credința că este destinat să devină salvator  astăzi sau în viitorul apropiat.  Termenul se poate referi, de asemenea, la o stare de spirit în care un individ consideră că este responsabil pentru salvarea sau asistarea celorlalți. 

## Delir religios
Termenul „complex mesia” nu este abordat în Manualul de diagnostic și statistic al tulburărilor mintale (DSM), deoarece nu este un termen clinic și nici o tulburare diagnostică. Cu toate acestea, simptomele tulburării seamănă îndeaproape cu cele întâlnite la indivizii care suferă de iluzii de măreție sau că au imagini de sine grandioase, care se îndreaptă spre diagnosticul de paranoia. E identificată în mod special ca o categorie de delir religios, amăgire religioasă⁠(en)[traduceți], care se referă la credințe fixe puternice care provoacă suferință sau dizabilitate mintală. Este tipul de delir religios care este clasificat ca grandios, în timp ce celelalte două categorii sunt: persecuție și denigrare. Un exemplu sugerat al acestui tip de delir a fost cazul lui Pavel, care a declarat că Dumnezeu i-a vorbit, spunându-i că va servi drept canal de comunicare pentru ca oamenii să se schimbe. Așa-numita teză Kent-Flew a susținut că experiența lui a implicat halucinații auditive și vizuale.  
În ceea ce privește atitudinea în care un individ se vede a fi nevoit să salveze pe un altul sau un grup de oameni săraci, există ideea că acțiunea umflă propriul simț al importanței și reduce abilitățile și abilitățile oamenilor pe care îi ajută să-și îmbunătățească vieți proprii 
Complexul Mesia este cel mai adesea raportat la pacienții care suferă de tulburare bipolară și schizofrenie. Când complexul Mesia se manifestă în cadrul unei persoane religioase după o vizită la Ierusalim, acesta poate fi identificată ca o psihoză cunoscută sub numele de sindromul Ierusalimului.
Complexul Mesia la astfel de indivizi poate provoca consecințe de neimaginat atunci când este combinat cu trăsături narcisiste și paranoice. 

## Studii
În 2012, o echipă de psihiatri, psihologi comportamentali, neurologi și neuropsihiatri de la Harvard Medical School a publicat o cercetare care a sugerat dezvoltarea unei noi categorii de diagnostic a tulburărilor psihiatrice legate de amăgirea religioasă și hiper-religiozitatea. Au comparat gândurile și comportamentele celor mai importante figuri din Biblie (Abraham, Moise, Isus și Paul) cu pacienții afectați de tulburări mentale legate de spectrul psihotic folosind diferite grupuri de tulburări și criterii de diagnostic (DSM-IV-TR), și au concluzionat că aceste figuri biblice:
„ar fi putut avea simptome psihotice care au contribuit la inspirație pentru revelațiile lor”, cum ar fi schizofrenia, tulburarea schizoafectivă, depresia maniacală, tulburarea delirantă, amăgirea de grandoare, halucinații vizual-auditive, paranoia, sindromul Geschwind⁠(en)[traduceți] și experiențe anormale asociate cu epilepsia lobului temporal (TLE). Autorii sugerează că Isus a căutat să se condamne la moarte (en. suicide by proxy).
Consiliul Arhiepiscopilor Bisericii Angliei a realizat un ghid intern pe tema sănătății mintale, un posibil subiect pe care să-l abordeze bisericile în predicile lor. În acesta se afirmă că Iisus Hristos, Ioan Botezatorul, Sfântul Pavel si alte personaje din Biblie ar fi avut probleme de sănătate mintală.